# Задорожний Віталій Сергійович
Віта́лій Сергі́йович Задоро́жний (1984—2024) — військовослужбовець Збройних сил України, учасник російсько-української війни, що загинув у ході російського вторгнення в Україну. Кавалер ордена «За мужність» ІІІ ступеня

## Життєпис
Народився 5 червня 1984 в місті Фастів.
Навчався в харчовому училищі Києва, здобув фах пекаря. Тривалий час працював на підприємстві «Юнівест Маркетинг», потім — у комунальній корпорації столиці «Київавтодор». 19 червня 2021 року одружився з Наталією, виховував та опікувався двома донечками.
З перших днів широкомасштабного вторгнення став до лав Кагарлицької тероборони, з часом перейшов до Збройних сил України. А 23 листопада 2023 року перевівся до 3-ї штурмової бригади.

## Загибель
Був поранений 11 лютого в Авдіївці під час виконання бойового завдання.
Помер від отриманих травм 13 лютого в госпіталі.